# Droga wojewódzka nr 755
Droga wojewódzka nr 755 (DW755) – droga wojewódzka klasy Z w województwach: świętokrzyskim i lubelskim o długości 36 km łącząca DK9 w Ostrowcu Świętokrzyskim z DW854 w Kosinie. W Zawichoście ma miejsce nieciągłość drogi na rzecz DW 777. Droga przebiega przez 4 powiaty: ostrowiecki, opatowski, sandomierski i kraśnicki.

## Linki zewnętrzne

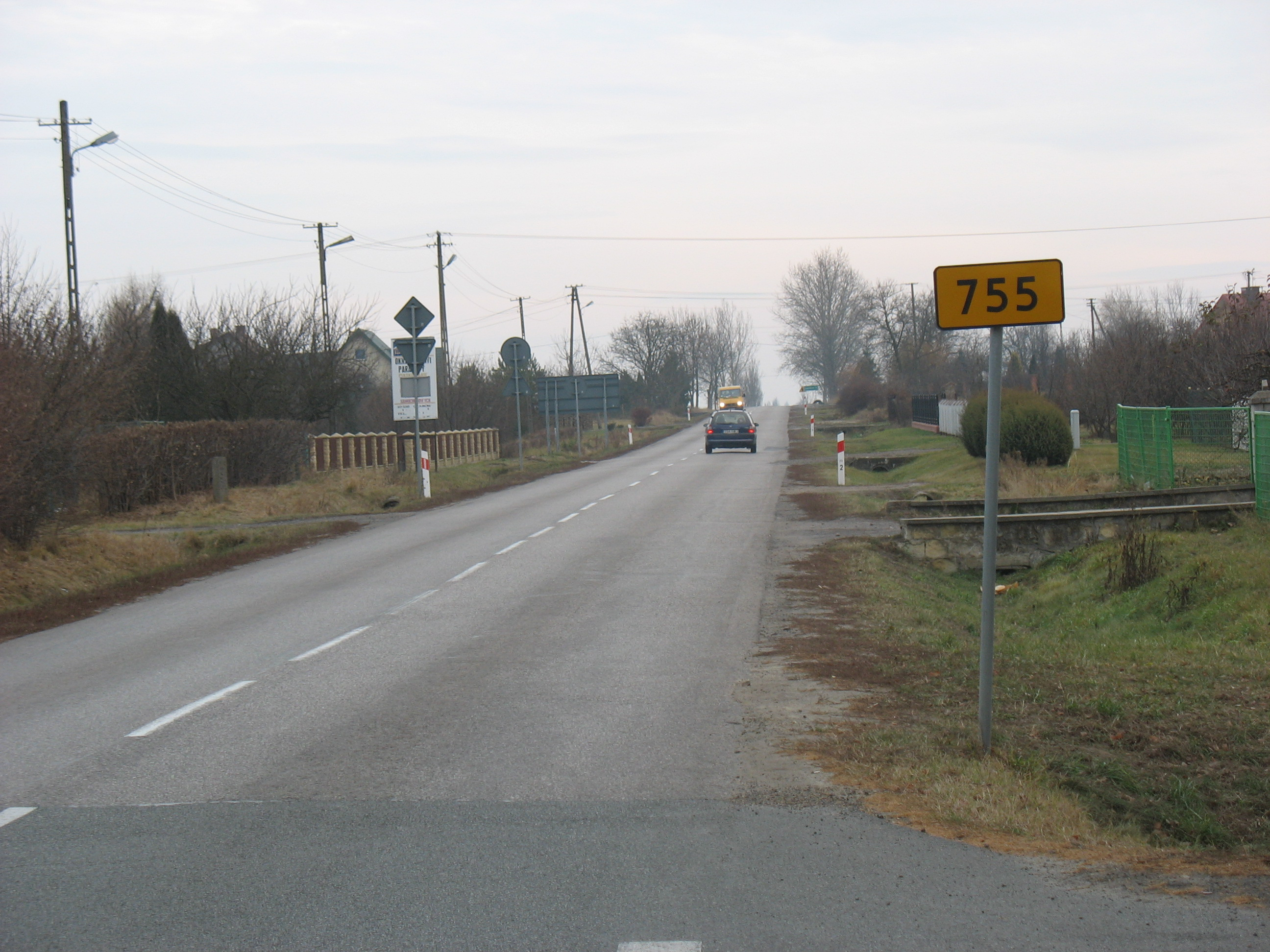
DW 755 w Bałtówce, widok w kier. Zawichostu

## Miejscowości leżące przy trasie DW755
- Ostrowiec Świętokrzyski
- Goździelin
- Bodzechów
- Grójec
- Brzóstowa
- Ćmielów - obwodnica
- Drygulec
- Ożarów
- Sobów
- Bałtówka
- Janików
- Wólka Chrapanowska
- Chrapanów
- Podszyn
- Czyżów Szlachecki
- Czyżów Plebański
- Zawichost
- Kosin